# Trois Jours de La Panne féminin 2018
La 1re édition des Trois Jours de La Panne féminin (officiellement Lotto Women Classic Brugge-De Panne) a lieu le 22 mars 2018. C'est la quatrième manche de l'UCI World Tour féminin. Elle est remportée par la Belge Jolien D'Hoore.

## Équipes
| Équipes féminines professionnelles (24)- Alé Cipollini - Aromitalia Vaiano - Boels Dolmans - BTC City Ljubljana - Canyon-SRAM Racing - Cervélo Bigla - Cylance - Doltcini-Van Eyck Sport - Experza-Footlogix - FDJ-Nouvelle Aquitaine-Futuroscope - Health Mate-Cyclelive Team - Hitec Products-Birk Sport - Lotto Soudal Ladies - Mitchelton-Scott - Movistar Team - Parkhotel Valkenburg-Destil - Sunweb - Tibco-Silicon Valley Bank - Trek-Drops - Valcar PBM - Virtu - WaowDeals - Wiggle High5 - WNT-Rotor Pro Cycling |
| |

## Parcours

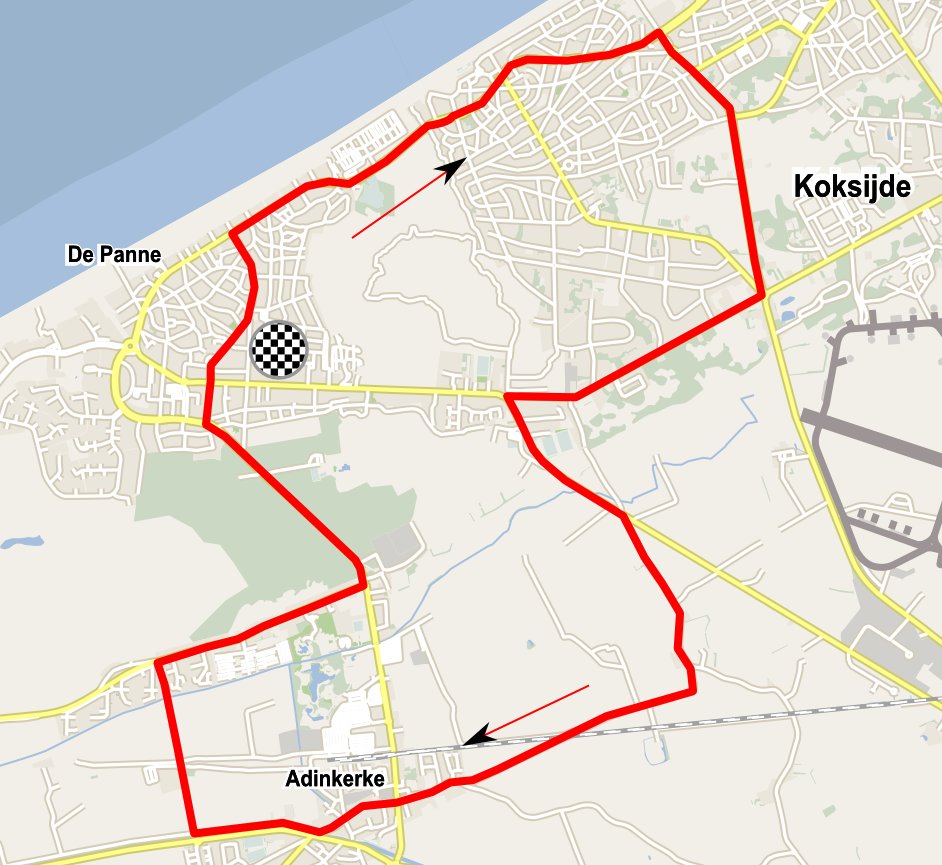
Circuit urbain

Le parcours démarre de Bruges et termine à La Panne. Il reste dans une zone très proche de la côte et est donc quasiment parfaitement plat. Il se conclut par deux boucles longues de 15,3 km autour de La Panne et Coxyde.

## Favorites
Malgré son statut de course UCI World Tour, les cadors du peloton mondial ne sont pas tous aux départs. Ainsi la leader du classement général Katarzyna Niewiadoma, la précédente Anna van der Breggen et la championne du monde Chantal Blaak manquent à l'appel. Toujours chez Boels Dolmans, Amalie Dideriksen est absente pour cause de maladie. Amy Pieters doit donc mener la formation numéro un mondiale. L'équipe Mitchelton-Scott se présente avec la sprinteuse belge Jolien D'Hoore, mais aussi Gracie Elvin et Amanda Spratt. Parmi les favorites, on compte également Lisa Brennauer, Marianne Vos ou Christina Siggaard . L'équipe Sunweb se présente avec plusieurs coureuses capables de gagner : Ellen van Dijk, Coryn Rivera et Lucinda Brand. La formation Alé Cipollini, très en verve depuis le début de saison, aligne notamment Chloe Hosking. Alexis Ryan est elle la meilleure chance pour Canyon-SRAM, tout comme Lotta Lepistö chez Cervélo-Bigla.

## Récit de la course
La météo est venteuse et pluvieuse. Dès le kilomètre vingt-six, une échappée de quinze coureuses se forme. Elle est constituée de : Romy Kasper, Christine Majerus, Lisa Klein, Emma Norsgaard Jørgensen, Jelena Eric, Sheyla Gutierrez, Moniek Tenniglo, Gracie Elvin, Eva Buurman, Abigail van Twisk, Mieke Kröger, Katarzyna Pawlowska, Sara Penton, Jeanne Korevaar et Monique van de Ree. Jeanne Korevaar est ensuite victime d'un incident mécanique. À quatre-vingt-quinze kilomètre, l'échappée a une avance de deux minutes. La poursuite est ensuite menée par les équipes Sunweb et Alé Cipollini. Lors du première passage sur la ligne d'arrivée, le groupe d'échappée ne compte plus que trente secondes d'avance. Les rails du tramway provoque une chute importante dans le groupe de tête avec Lisa Klein, Sara Penton, Moniek Tenniglo et Abigail van Twisk à terre ou distancées. Jelena Eric est elle distancée. L'avance des échappées encore en lice monte alors à la minute. À douze kilomètre du but, Mieke Kröger part seule. Gracie Elvin part ensuite à sa chasse. Elles sont reprises à huit cents mètres de l'arrivée. Au sprint, Jolien D'Hoore s'impose devant Chloe Hosking et Christine Majerus,.

## Classements

### Classement final
| \| Classement général \| Classement général \| Classement général \| Classement général \| Classement général \| \| Coureuse \| Coureuse \| Pays \| Équipe \| Temps \| \| ------------------ \| ------------------------- \| ------------------ \| -------------------- \| ------------------ \| \| 1re \| Jolien D'Hoore \| Belgique \| Mitchelton-Scott \| 3 h 52 min 23 s \| \| 2e \| Chloe Hosking \| Australie \| Alé Cipollini \| + 0 s \| \| 3e \| Christine Majerus \| Luxembourg \| Boels Dolmans \| + 0 s \| \| 4e \| Lorena Wiebes \| Pays-Bas \| Parkhotel Valkenburg \| + 0 s \| \| 5e \| Lisa Brennauer \| Allemagne \| Wiggle High5 \| + 0 s \| \| 6e \| Maria Giulia Confalonieri \| Italie \| Valcar PBM \| + 0 s \| \| 7e \| Sheyla Gutiérrez \| Espagne \| Cylance \| + 0 s \| \| 8e \| Jeanne Korevaar \| Pays-Bas \| WaowDeals \| + 0 s \| \| 9e \| Tiffany Cromwell \| Australie \| Canyon-SRAM Racing \| + 0 s \| \| 10e \| Christina Siggaard \| Danemark \| Virtu Cycling Women \| + 0 s \| |                           |            |                      |                 |
| |                           |            |                      |                 |
| Source : ProCyclingStats |                           |            |                      |                 |
| Classement général |                           |            |                      |                 |
| Coureuse | Coureuse                  | Pays       | Équipe               | Temps           |
| 1re | Jolien D'Hoore            | Belgique   | Mitchelton-Scott     | 3 h 52 min 23 s |
| 2e | Chloe Hosking             | Australie  | Alé Cipollini        | + 0 s           |
| 3e | Christine Majerus         | Luxembourg | Boels Dolmans        | + 0 s           |
| 4e | Lorena Wiebes             | Pays-Bas   | Parkhotel Valkenburg | + 0 s           |
| 5e | Lisa Brennauer            | Allemagne  | Wiggle High5         | + 0 s           |
| 6e | Maria Giulia Confalonieri | Italie     | Valcar PBM           | + 0 s           |
| 7e | Sheyla Gutiérrez          | Espagne    | Cylance              | + 0 s           |
| 8e | Jeanne Korevaar           | Pays-Bas   | WaowDeals            | + 0 s           |
| 9e | Tiffany Cromwell          | Australie  | Canyon-SRAM Racing   | + 0 s           |
| 10e | Christina Siggaard        | Danemark   | Virtu Cycling Women  | + 0 s           |

### UCI World Tour

#### Points attribués
| Position           | 1er | 2e  | 3e  | 4e  | 5e | 6e | 7e | 8e | 9e | 10e | 11e | 12e | 13e | 14e | 15e | 16e à 30e | 31e à 40e |
| Classement général | 200 | 150 | 125 | 100 | 85 | 70 | 60 | 50 | 40 | 35  | 30  | 25  | 20  | 15  | 10  | 5         | 3         |

| Classement par points | Classement par points | Classement par points | Classement par points | Classement par points |
| Coureuse              | Coureuse              | Pays                  | Équipe                | Points                |
| --------------------- | --------------------- | --------------------- | --------------------- | --------------------- |
| 1re                   | Katarzyna Niewiadoma  | Pologne               | Canyon-SRAM Racing    | 350 pts               |
| 2e                    | Chloe Hosking         | Australie             | Alé Cipollini         | 275 pts               |
| 3e                    | Chantal Blaak         | Pays-Bas              | Boels Dolmans         | 250 pts               |
| 4e                    | Jolien D'Hoore        | Belgique              | Mitchelton-Scott      | 230 pts               |
| 5e                    | Marianne Vos          | Pays-Bas              | WaowDeals             | 210 pts               |
| 6e                    | Anna van der Breggen  | Pays-Bas              | Boels Dolmans         | 205 pts               |
| 7e                    | Amy Pieters           | Pays-Bas              | Boels Dolmans         | 205 pts               |
| 8e                    | Elisa Longo Borghini  | Italie                | Wiggle High5          | 160 pts               |
| 9e                    | Amanda Spratt         | Australie             | Mitchelton-Scott      | 160 pts               |
| 10e                   | Alexis Magner         | États-Unis            | Canyon-SRAM Racing    | 155 pts               |

| Classement par points | Classement par points | Classement par points | Classement par points | Classement par points |
| Coureuse              | Coureuse              | Pays                  | Équipe                | Points                |
| --------------------- | --------------------- | --------------------- | --------------------- | --------------------- |
| 1re                   | Katarzyna Niewiadoma  | Pologne               | Canyon-SRAM Racing    | 350 pts               |
| 2e                    | Chloe Hosking         | Australie             | Alé Cipollini         | 275 pts               |
| 3e                    | Chantal Blaak         | Pays-Bas              | Boels Dolmans         | 250 pts               |
| 4e                    | Jolien D'Hoore        | Belgique              | Mitchelton-Scott      | 230 pts               |
| 5e                    | Marianne Vos          | Pays-Bas              | WaowDeals             | 210 pts               |
| 6e                    | Anna van der Breggen  | Pays-Bas              | Boels Dolmans         | 205 pts               |
| 7e                    | Amy Pieters           | Pays-Bas              | Boels Dolmans         | 205 pts               |
| 8e                    | Elisa Longo Borghini  | Italie                | Wiggle High5          | 160 pts               |
| 9e                    | Amanda Spratt         | Australie             | Mitchelton-Scott      | 160 pts               |
| 10e                   | Alexis Magner         | États-Unis            | Canyon-SRAM Racing    | 155 pts               |

| Classement du meilleur jeune | Classement du meilleur jeune | Classement du meilleur jeune | Classement du meilleur jeune | Classement du meilleur jeune |
| Coureuse                     | Coureuse                     | Pays                         | Équipe                       | Points                       |
| ---------------------------- | ---------------------------- | ---------------------------- | ---------------------------- | ---------------------------- |
| 2e                           | Elisa Balsamo                | Italie                       | Valcar PBM                   | 10 pts                       |
| 3e                           | Jeanne Korevaar              | Pays-Bas                     | WaowDeals                    | 8 pts                        |
| 4e                           | Lorena Wiebes                | Pays-Bas                     | Parkhotel Valkenburg         | 6 pts                        |
| 5e                           | Angelica Brogi               | Italie                       | Aromitalia Vaiano            | 6 pts                        |
| 6e                           | Liane Lippert                | Allemagne                    | Sunweb                       | 4 pts                        |
| 7e                           | Sofia Beggin                 | Italie                       | Astana Women's Team          | 2 pts                        |
| 8e                           | Abby-Mae Parkinson           | Royaume-Uni                  | Trek-Drops                   | 2 pts                        |

| Classement du meilleur jeune | Classement du meilleur jeune | Classement du meilleur jeune | Classement du meilleur jeune | Classement du meilleur jeune |
| Coureuse                     | Coureuse                     | Pays                         | Équipe                       | Points                       |
| ---------------------------- | ---------------------------- | ---------------------------- | ---------------------------- | ---------------------------- |
| 2e                           | Elisa Balsamo                | Italie                       | Valcar PBM                   | 10 pts                       |
| 3e                           | Jeanne Korevaar              | Pays-Bas                     | WaowDeals                    | 8 pts                        |
| 4e                           | Lorena Wiebes                | Pays-Bas                     | Parkhotel Valkenburg         | 6 pts                        |
| 5e                           | Angelica Brogi               | Italie                       | Aromitalia Vaiano            | 6 pts                        |
| 6e                           | Liane Lippert                | Allemagne                    | Sunweb                       | 4 pts                        |
| 7e                           | Sofia Beggin                 | Italie                       | Astana Women's Team          | 2 pts                        |
| 8e                           | Abby-Mae Parkinson           | Royaume-Uni                  | Trek-Drops                   | 2 pts                        |

| Classement par équipes aux points | Classement par équipes aux points | Classement par équipes aux points | Classement par équipes aux points |
| Équipe                            | Équipe                            | Pays                              | Points                            |
| --------------------------------- | --------------------------------- | --------------------------------- | --------------------------------- |
| 1re                               | Boels Dolmans                     | Pays-Bas                          | 879 pts                           |
| 2e                                | Canyon-SRAM Racing                | Allemagne                         | 738 pts                           |
| 3e                                | Mitchelton-Scott                  | Australie                         | 531 pts                           |
| 4e                                | Alé Cipollini                     | Italie                            | 519 pts                           |
| 5e                                | WaowDeals                         | Pays-Bas                          | 308 pts                           |
| 6e                                | Wiggle High5                      | Royaume-Uni                       | 276 pts                           |
| 7e                                | Sunweb                            | Pays-Bas                          | 239 pts                           |
| 8e                                | Cervélo Bigla                     | Danemark                          | 160 pts                           |
| 9e                                | Valcar PBM                        | Italie                            | 140 pts                           |
| 10e                               | Parkhotel Valkenburg-Destil       | Pays-Bas                          | 133 pts                           |

| Classement par équipes aux points | Classement par équipes aux points | Classement par équipes aux points | Classement par équipes aux points |
| Équipe                            | Équipe                            | Pays                              | Points                            |
| --------------------------------- | --------------------------------- | --------------------------------- | --------------------------------- |
| 1re                               | Boels Dolmans                     | Pays-Bas                          | 879 pts                           |
| 2e                                | Canyon-SRAM Racing                | Allemagne                         | 738 pts                           |
| 3e                                | Mitchelton-Scott                  | Australie                         | 531 pts                           |
| 4e                                | Alé Cipollini                     | Italie                            | 519 pts                           |
| 5e                                | WaowDeals                         | Pays-Bas                          | 308 pts                           |
| 6e                                | Wiggle High5                      | Royaume-Uni                       | 276 pts                           |
| 7e                                | Sunweb                            | Pays-Bas                          | 239 pts                           |
| 8e                                | Cervélo Bigla                     | Danemark                          | 160 pts                           |
| 9e                                | Valcar PBM                        | Italie                            | 140 pts                           |
| 10e                               | Parkhotel Valkenburg-Destil       | Pays-Bas                          | 133 pts                           |

## Liste des participantes
| Légende | Légende                                                                    | Légende | Légende                                                    |
| ------- | -------------------------------------------------------------------------- | ------- | ---------------------------------------------------------- |
| Num     | Dossard de départ porté par le coureur sur ces Trois Jours de la Panne     | Pos     | Position à l'arrivée de la course                          |
|         | Indique un maillot de champion national ou mondial, suivi de sa spécialité | NP      | Indique un coureur qui n'a pas pris le départ de la course |
| AB      | Indique un coureur qui n'a pas terminé la course                           | HD      | Indique un coureur qui a terminé la course hors des délais |

| Boels Dolmans DLT              | Boels Dolmans DLT               | Boels Dolmans DLT |
| ------------------------------ | ------------------------------- | ----------------- |
| Num                            | Coureur                         | Pos               |
| 1                              | Jip van den Bos (NED)           | 29e               |
| 3                              | Christine Majerus (LUX) (route) | 3e                |
| 4                              | Amy Pieters (NED)               | 23e               |
| 5                              | Anna Plichta (POL)              | AB                |
| 6                              | Skylar Schneider (USA)          | 60e               |
| Directeur sportif : Danny Stam |                                 |                   |

| Alé Cipollini ALE                       | Alé Cipollini ALE       | Alé Cipollini ALE |
| --------------------------------------- | ----------------------- | ----------------- |
| Num                                     | Coureur                 | Pos               |
| 11                                      | Marta Bastianelli (ITA) | 49e               |
| 12                                      | Janneke Ensing (NED)    | 74e               |
| 13                                      | Chloe Hosking (AUS)     | 2e                |
| 14                                      | Romy Kasper (GER)       | 63e               |
| 15                                      | Roxane Knetemann (NED)  | 53e               |
| 16                                      | Soraya Paladin (ITA)    | 68e               |
| Directeur sportif : Fortunato Lacquanti |                         |                   |

| BTC City Ljubljana BTC           | BTC City Ljubljana BTC         | BTC City Ljubljana BTC |
| -------------------------------- | ------------------------------ | ---------------------- |
| Num                              | Coureur                        | Pos                    |
| 21                               | Polona Batagelj (SLO) (route)  | AB                     |
| 22                               | Eugenia Bujak (POL)            | 27e                    |
| 23                               | Maaike Boogaard (NED)          | 76e                    |
| 24                               | Olena Pavlukhina (AZE) (route) | AB                     |
| 25                               | Ursa Pintar (SLO)              | AB                     |
| 26                               | Anastasiia Iakovenko (RUS)     | AB                     |
| Directeur sportif : Gorazd Penko |                                |                        |

| Canyon-SRAM Racing CSR           | Canyon-SRAM Racing CSR   | Canyon-SRAM Racing CSR |
| -------------------------------- | ------------------------ | ---------------------- |
| Num                              | Coureur                  | Pos                    |
| 31                               | Alice Barnes (GBR)       | 77e                    |
| 32                               | Tiffany Cromwell (AUS )  | 9e                     |
| 33                               | Lisa Klein (GER) (route) | 64e                    |
| 34                               | Christa Riffel (GER)     | AB                     |
| 35                               | Alexis Ryan (USA )       | 20e                    |
| 36                               | Trixi Worrack (GER)      | 65e                    |
| Directeur sportif : Barry Austin |                          |                        |

| Cervélo Bigla CBT                | Cervélo Bigla CBT            | Cervélo Bigla CBT |
| -------------------------------- | ---------------------------- | ----------------- |
| Num                              | Coureur                      | Pos               |
| 41                               | Ann-Sophie Duyck (BEL)       | 72e               |
| 42                               | Emma Cecilie Jorgensen (DEN) | 35e               |
| 43                               | Marie Vilmann (DEN)          | 56e               |
| 44                               | Cecilie Uttrup Ludwig (DEN)  | 41e               |
| Directeur sportif : Fabian Jeker |                              |                   |

| Cylance CPC                        | Cylance CPC                 | Cylance CPC |
| ---------------------------------- | --------------------------- | ----------- |
| Num                                | Coureur                     | Pos         |
| 51                                 | Holly Breck (USA )          | 86e         |
| 52                                 | Jelena Eric (SRB)           | 81e         |
| 53                                 | Sheyla Gutierrez Ruiz (ESP) | 7e          |
| 55                                 | Marta Tagliaferro (ITA )    | 51e         |
| Directeur sportif : Manel Lacambra |                             |             |

| FDJ-Nouvelle Aquitaine-Futuroscope FUT | FDJ-Nouvelle Aquitaine-Futuroscope FUT | FDJ-Nouvelle Aquitaine-Futuroscope FUT |
| -------------------------------------- | -------------------------------------- | -------------------------------------- |
| Num                                    | Coureur                                | Pos                                    |
| 61                                     | Victorie Guilman (FRA)                 | AB                                     |
| 62                                     | Eugénie Duval (FRA)                    | AB                                     |
| 63                                     | Roxane Fournier (FRA)                  | 13e                                    |
| 64                                     | Lauren Kitchen (AUS)                   | 33e                                    |
| 65                                     | Charlotte Bravard (FRA) (route)        | AB                                     |
| 66                                     | Moniek Tenniglo (NED)                  | 24e                                    |
| Directeur sportif : Cédric Barre       |                                        |                                        |

| Hitec Products HPU                 | Hitec Products HPU        | Hitec Products HPU |
| ---------------------------------- | ------------------------- | ------------------ |
| Num                                | Coureur                   | Pos                |
| 71                                 | Simona Frapporti (ITA)    | 31e                |
| 72                                 | Susanne Andersen (NOR)    | 15e                |
| 73                                 | Line Marie Gulliken (NOR) | AB                 |
| 74                                 | Vita Heine (NOR) (route)  | AB                 |
| 75                                 | Nina Kessler (NED)        | AB                 |
| 76                                 | Thea Thorsen (NOR)        | AB                 |
| Directeur sportif : Tone Hatteland |                           |                    |

| Mitchelton-Scott MTS             | Mitchelton-Scott MTS         | Mitchelton-Scott MTS |
| -------------------------------- | ---------------------------- | -------------------- |
| Num                              | Coureur                      | Pos                  |
| 81                               | Jessica Allen (AUS)          | 66e                  |
| 82                               | Jenelle Crooks (AUS)         | AB                   |
| 83                               | Jolien D'Hoore (BEL) (route) | 1re                  |
| 84                               | Gracie Elvin (AUS)           | 71e                  |
| 85                               | Amanda Spratt (AUS)          | 67e                  |
| Directeur sportif : Martin Vesby |                              |                      |

| Sunweb SUN                          | Sunweb SUN               | Sunweb SUN |
| ----------------------------------- | ------------------------ | ---------- |
| Num                                 | Coureur                  | Pos        |
| 91                                  | Lucinda Brand (NED)      | AB         |
| 92                                  | Floortje Mackaij (NED)   | 39e        |
| 93                                  | Pernille Mathiesen (DEN) | AB         |
| 94                                  | Coryn Rivera (USA)       | 14e        |
| 95                                  | Julia Soek (NED)         | 69e        |
| 96                                  | Ellen van Dijk (NED)     | 25e        |
| Directeur sportif : Hans Timmermans |                          |            |

| Virtu TVC                        | Virtu TVC                 | Virtu TVC |
| -------------------------------- | ------------------------- | --------- |
| Num                              | Coureur                   | Pos       |
| 101                              | Barbara Guarischi (ITA)   | 17e       |
| 102                              | Sara Penton (SWE) (route) | 82e       |
| 103                              | Mieke Kröger (GER)        | 70e       |
| 104                              | Emilie Moberg (NOR)       | 19e       |
| 105                              | Katarzyna Pawlowska (POL) | 52e       |
| 106                              | Christina Siggaard (DEN)  | 10e       |
| Directeur sportif : Carmen Small |                           |           |

| Valcar-PBM VAL               | Valcar-PBM VAL                  | Valcar-PBM VAL |
| ---------------------------- | ------------------------------- | -------------- |
| Num                          | Coureur                         | Pos            |
| 111                          | Elisa Balsamo (ITA)             | 11e            |
| 112                          | Marta Cavalli (ITA)             | AB             |
| 113                          | Maria Giulia Confalonieri (ITA) | 6e             |
| 114                          | Chiara Consonni (ITA)           | AB             |
| 115                          | Silvia Persico (ITA)            | 75e            |
| 116                          | Ilaria Sanguineti (ITA)         | 43e            |
| Directeur sportif : M Arzeni |                                 |                |

| WaowDeals WAD                         | WaowDeals WAD              | WaowDeals WAD |
| ------------------------------------- | -------------------------- | ------------- |
| Num                                   | Coureur                    | Pos           |
| 121                                   | Jeanne Korevaar (NED)      | 8e            |
| 122                                   | Anouska Koster (NED)       | 22e           |
| 123                                   | Riejanne Markus (NED)      | 55e           |
| 124                                   | Pauliena Rooijakkers (NED) | AB            |
| 125                                   | Monique van de Ree (NED)   | 42e           |
| 126                                   | Rotem Gafinovitz (ISR)     | AB            |
| Directeur sportif : Jeroen Blijlevens |                            |               |

| Wiggle High5 WHT                | Wiggle High5 WHT           | Wiggle High5 WHT |
| ------------------------------- | -------------------------- | ---------------- |
| Num                             | Coureur                    | Pos              |
| 131                             | Elinor Barker (GBR)        | AB               |
| 132                             | Lisa Brennauer (GER)       | 5e               |
| 133                             | Audrey Cordon (FRA)        | 48e              |
| 134                             | Lucy Garner (GBR)          | 45e              |
| 135                             | Julie Leth (DEN)           | 50e              |
| 136                             | Eri Yonamine (JPN) (route) | 61e              |
| Directeur sportif : Allan Davis |                            |                  |

| Aromitalia Vaiano VAI              | Aromitalia Vaiano VAI  | Aromitalia Vaiano VAI |
| ---------------------------------- | ---------------------- | --------------------- |
| Num                                | Coureur                | Pos                   |
| 141                                | Michela Balducci (ITA) | AB                    |
| 142                                | Angelica Brogi (ITA)   | AB                    |
| 143                                | Heidi Dalton (RSA)     | AB                    |
| 144                                | Lisa de Ranieri (ITA)  | AB                    |
| 145                                | Lija Laizane (LAT)     | AB                    |
| 146                                | Rasa Leleivytė (LTU)   | AB                    |
| Directeur sportif : Matteo Ferrari |                        |                       |

| Doltcini-Van Eyck Sport DVE    | Doltcini-Van Eyck Sport DVE | Doltcini-Van Eyck Sport DVE |
| ------------------------------ | --------------------------- | --------------------------- |
| Num                            | Coureur                     | Pos                         |
| 151                            | Sarah Inghelbrecht (BEL)    | AB                          |
| 152                            | Mieke Docx (BEL)            | AB                          |
| 153                            | Kelly Druyts (BEL)          | 34e                         |
| 154                            | Pascale Jeuland (FRA)       | 16e                         |
| 155                            | Daniela Reis (POR)          | 57e                         |
| 153                            | Bryony van Velzen (NED)     | AB                          |
| Directeur sportif : Marc Brake |                             |                             |

| Experza-Footlogix EXP            | Experza-Footlogix EXP    | Experza-Footlogix EXP |
| -------------------------------- | ------------------------ | --------------------- |
| Num                              | Coureur                  | Pos                   |
| 161                              | Nathalie Bex (BEL)       | AB                    |
| 162                              | Thalita de Jong (NED)    | AB                    |
| 163                              | Jessy Druyts (BEL)       | AB                    |
| 164                              | Sarah Rijkes (BEL)       | AB                    |
| 165                              | Agnieszka Skalniak (POL) | AB                    |
| 166                              | Sara Mustonen (SWE)      | 32e                   |
| Directeur sportif : Davy Wijnant |                          |                       |

| Health Mate-Cyclelive HCT               | Health Mate-Cyclelive HCT     | Health Mate-Cyclelive HCT |
| --------------------------------------- | ----------------------------- | ------------------------- |
| Num                                     | Coureur                       | Pos                       |
| 171                                     | Christina Perchtold (AUT)     | AB                        |
| 172                                     | Christina Schweinberger (AUT) | AB                        |
| 173                                     | Kathrin Schweinberger (AUT)   | 84e                       |
| 174                                     | Chloe Turblin (FRA)           | AB                        |
| 175                                     | Laura Vainionpää (FIN)        | AB                        |
| 176                                     | Marieke van Witzenburg (NED)  | AB                        |
| Directeur sportif : Nico van Witzenburg |                               |                           |

| Lotto Soudal LSL                     | Lotto Soudal LSL             | Lotto Soudal LSL |
| ------------------------------------ | ---------------------------- | ---------------- |
| Num                                  | Coureur                      | Pos              |
| 181                                  | Demi de Jong (NED)           | 54e              |
| 182                                  | Valerie Demey (BEL)          | 44e              |
| 183                                  | Annelies Dom (BEL)           | 18e              |
| 184                                  | Chantal Hoffmann (LUX)       | 62e              |
| 185                                  | Alana Castrique (BEL)        | 83e              |
| 186                                  | Marjolein van't Geloof (NED) | 73e              |
| Directeur sportif : Dany Schoonbaert |                              |                  |

| Movistar MOV                 | Movistar MOV              | Movistar MOV |
| ---------------------------- | ------------------------- | ------------ |
| Num                          | Coureur                   | Pos          |
| 191                          | Aude Biannic (FRA)        | 21e          |
| 192                          | Alicia Gonzalez (ESP)     | 26e          |
| 193                          | Malgorzata Jasinska (POL) | 30e          |
| 194                          | Lourdes Oyarbide (ESP)    | AB           |
| 195                          | Gloria Rodriguez (ESP)    | 85e          |
| 196                          | Alba Teruel (ESP)         | 47e          |
| Directeur sportif : L Rowney |                           |              |

| Parkhotel Valkenburg-Destil PVD | Parkhotel Valkenburg-Destil PVD | Parkhotel Valkenburg-Destil PVD |
| ------------------------------- | ------------------------------- | ------------------------------- |
| Num                             | Coureur                         | Pos                             |
| 201                             | Anne de Ruiter (NED)            | AB                              |
| 202                             | Ilona Hoeskma (NED)             | AB                              |
| 203                             | Hanna Solovey (UKR)             | 37e                             |
| 204                             | Chanella Stougje (NED)          | 12e                             |
| 205                             | Natalie van Gogh (NED)          | 58e                             |
| 206                             | Lorena Wiebes (NED)             | 4e                              |
| Directeur sportif : Raymond Pol |                                 |                                 |

| Tibco-SVB TIB                     | Tibco-SVB TIB                 | Tibco-SVB TIB |
| --------------------------------- | ----------------------------- | ------------- |
| Num                               | Coureur                       | Pos           |
| 211                               | Brodie Chapman (AUS)          | AB            |
| 212                               | Ingrid Drexel (MEX)           | 46e           |
| 213                               | Emma Grant (GBR)              | 79e           |
| 214                               | Alison Jackson (CAN)          | AB            |
| 215                               | Shannon Malseed (AUS) (route) | AB            |
| 216                               | Kendall Ryan (USA)            | 38e           |
| Directeur sportif : Edward Beamon |                               |               |

| Trek-Drops DRP                   | Trek-Drops DRP           | Trek-Drops DRP |
| -------------------------------- | ------------------------ | -------------- |
| Num                              | Coureur                  | Pos            |
| 221                              | Eva Buurman (NED)        | 59e            |
| 222                              | Elizabeth Holden (GBR)   | 78e            |
| 223                              | Kathrin Hammes (GER)     | AB             |
| 224                              | Abby-Mae Parkinson (GBR) | 40e            |
| 225                              | Lucy Shaw (GBR)          | 28e            |
| 226                              | Abigail van Twisk (GBR)  | 80e            |
| Directeur sportif : Loren Rowney |                          |                |

| WNT-Rotor WNT                      | WNT-Rotor WNT            | WNT-Rotor WNT |
| ---------------------------------- | ------------------------ | ------------- |
| Num                                | Coureur                  | Pos           |
| 231                                | Natalie Grinczer (GBR)   | AB            |
| 232                                | Anna Badegruber (AUT)    | AB            |
| 233                                | Elise Maes (NED)         | AB            |
| 234                                | Eileen Roe (GBR)         | 36e           |
| 236                                | Lea Lin Teutenberg (GER) | AB            |
| Directeur sportif : Dirk Baldinger |                          |               |

Source.